# Steggoa magalaensis
Steggoa magalaensis är en ringmaskart som först beskrevs av Johan Gustaf Hjalmar Kinberg 1866.  Steggoa magalaensis ingår i släktet Steggoa och familjen Phyllodocidae.
Artens utbredningsområde är havet kring Nya Zeeland. Inga underarter finns listade i Catalogue of Life.